# Litobrancha recurvata
Litobrancha recurvata är en dagsländeart som först beskrevs av Gary Scott Morgan 1913.  Litobrancha recurvata ingår i släktet Litobrancha och familjen sanddagsländor. Inga underarter finns listade i Catalogue of Life.